# Reichsfeld
Reichsfeld é uma comuna francesa na região administrativa de Grande Leste, no departamento Baixo Reno. Estende-se por uma área de 4,92 km². Em 2010 a comuna tinha 307 habitantes (densidade: 62,4 hab./km²).